# Lombia
Lombia (en béarnais Lombiar ou Loumbia) est une commune française, située dans le département des Pyrénées-Atlantiques en région Nouvelle-Aquitaine.

## Géographie

### Localisation
La commune de Lombia se trouve dans le département des Pyrénées-Atlantiques, en région Nouvelle-Aquitaine.
Elle se situe à 23 km par la route de Pau, préfecture du département, et à 13 km de Morlaàs, bureau centralisateur du canton du Pays de Morlaàs et du Montanérès dont dépend la commune depuis 2015 pour les élections départementales.
La commune fait en outre partie du bassin de vie de Pau.
Les communes les plus proches sont : 
Urost (1,5 km), Saubole (2,0 km), Sedze-Maubecq (2,7 km), Arrien (2,7 km), Séron (2,9 km), Eslourenties-Daban (3,4 km), Sedzère (3,4 km), Bédeille (3,4 km).
Sur le plan historique et culturel, Lombia fait partie de la province du Béarn, qui fut également un État et qui présente une unité historique et culturelle à laquelle s’oppose une diversité frappante de paysages au relief tourmenté.

### Communes limitrophes
Les communes limitrophes sont  Arrien, Bédeille, Eslourenties-Daban, Lespourcy, Saubole, Sedze-Maubecq, Sedzère, Séron et Urost.
| Lespourcy, Urost | Sedze-Maubecq      | Bédeille                |
| Sedzère          | Lombia             | Séron (Hautes-Pyrénées) |
| Arrien           | Eslourenties-Daban | Saubole                 |

À l'est, Séron est dans une enclave des Hautes-Pyrénées dans les Pyrénées-Atlantiques.

### Hydrographie

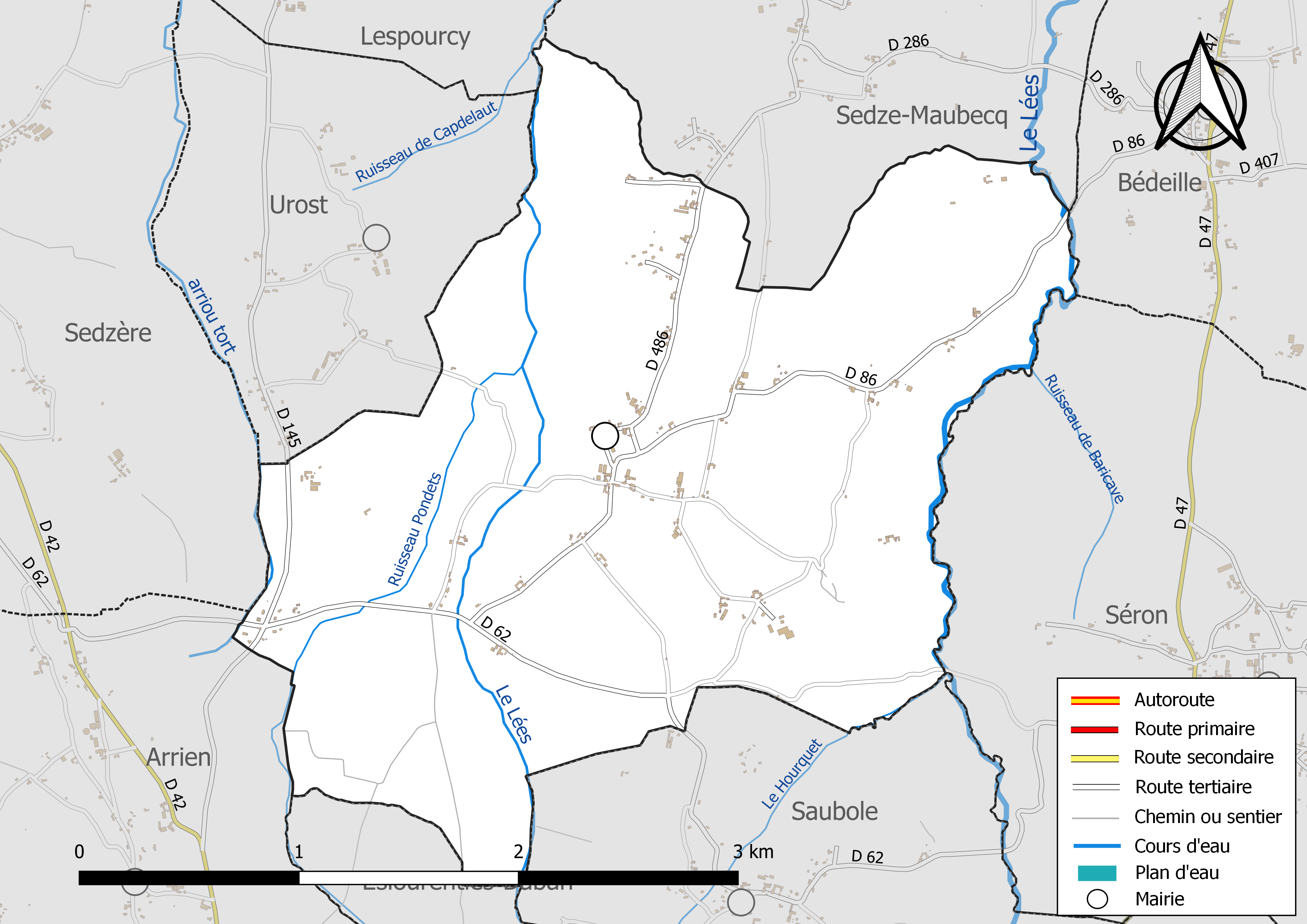
Réseaux hydrographique et routier de Lombia.

La commune est drainée par le Léez, le Lées, le Hourquet, le ruisseau de Baricave, le ruisseau Pondets, et par divers petits cours d'eau, constituant un réseau hydrographique de 8 km de longueur totale,.
Le Léez (56 km) prend sa source dans la commune de Gardères et s'écoule du sud vers le nord. Il longe le territoire communal sur son flanc est et constitue une limite séparative avec Séron et Bédeille. Il se jette dans l'Adour à Barcelonne-du-Gers, après avoir traversé 31 communes.
Le Lées (9 km) traverse la commune dans sa partie centrale en s'écoulant vers le nord.

### Climat
Pour des articles plus généraux, voir Climat de la Nouvelle-Aquitaine et Climat des Pyrénées-Atlantiques.
Historiquement, la commune est exposée à un climat de montagne.  
En 2020, Météo-France publie une typologie des climats de la France métropolitaine dans laquelle la commune est toujours exposée à un climat de montagne et est dans la région climatique Pyrénées atlantiques, caractérisée par une pluviométrie élevée (>1 200 mm/an) en toutes saisons, des hivers très doux (7,5 °C en plaine) et des vents faibles.
Pour la période 1971-2000, la température annuelle moyenne est de 12,2 °C, avec une amplitude thermique annuelle de 14,3 °C. Le cumul annuel moyen de précipitations est de 1 134 mm, avec 11,4 jours de précipitations en janvier et 8,7 jours en juillet. Pour la période 1991-2020, la température moyenne annuelle observée sur la station météorologique la plus proche, située sur la commune de Ger à 11 km à vol d'oiseau, est de 12,4 °C et le cumul annuel moyen de précipitations est de 1 344,5 mm,. Pour l'avenir, les paramètres climatiques de la commune estimés pour 2050 selon différents scénarios d'émission de gaz à effet de serre sont consultables sur un site dédié publié par Météo-France en novembre 2022.

### Milieux naturels et biodiversité
L’inventaire des zones naturelles d'intérêt écologique, faunistique et floristique (ZNIEFF) a pour objectif de réaliser une couverture des zones les plus intéressantes sur le plan écologique, essentiellement dans la perspective d’améliorer la connaissance du patrimoine naturel national et de fournir aux différents décideurs un outil d’aide à la prise en compte de l’environnement dans l’aménagement du territoire.
Une ZNIEFF de type 1 est recensée sur la commune, : 
le « vallon du ruisseau du grand Lées » (21,13 ha), couvrant 4 communes dont 2 dans les Pyrénées-Atlantiques et 2 dans les Hautes-Pyrénées.

## Urbanisme

### Typologie
Au 1er janvier 2024, Lombia est catégorisée commune rurale à habitat très dispersé, selon la nouvelle grille communale de densité à sept niveaux définie par l'Insee en 2022.
Elle est située hors unité urbaine. Par ailleurs la commune fait partie de l'aire d'attraction de Pau, dont elle est une commune de la couronne,. Cette aire, qui regroupe 227 communes, est catégorisée dans les aires de 200 000 à moins de 700 000 habitants,.

### Occupation des sols

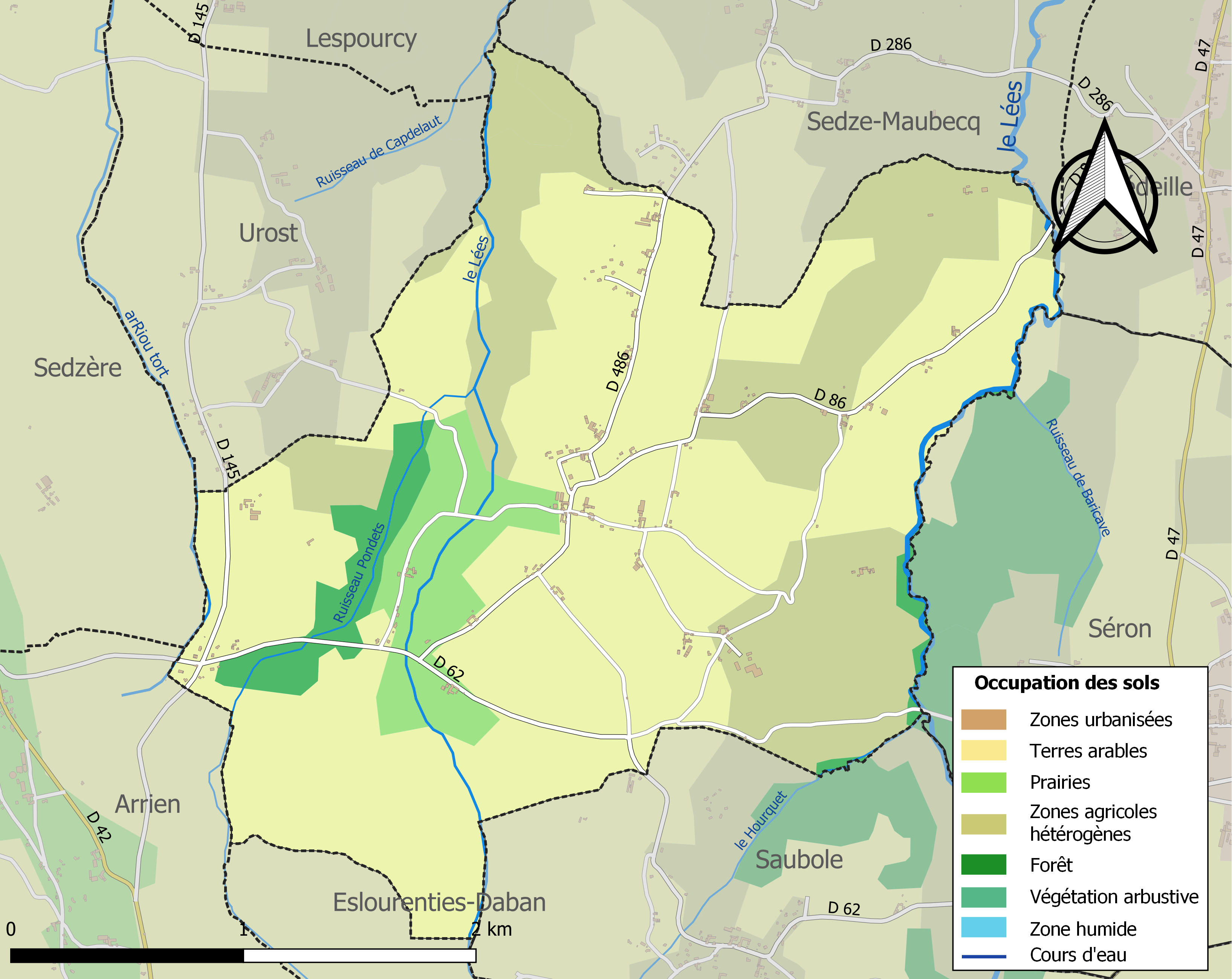
Carte des infrastructures et de l'occupation des sols de la commune en 2018 (CLC).

L'occupation des sols de la commune, telle qu'elle ressort de la base de données européenne d’occupation biophysique des sols Corine Land Cover (CLC), est marquée par l'importance des territoires agricoles (95,8 % en 2018), une proportion identique à celle de 1990 (95,8 %). La répartition détaillée en 2018 est la suivante : 
terres arables (62,4 %), zones agricoles hétérogènes (26,7 %), prairies (6,7 %), forêts (4,2 %). L'évolution de l’occupation des sols de la commune et de ses infrastructures peut être observée sur les différentes représentations cartographiques du territoire : la carte de Cassini (XVIIIe siècle), la carte d'état-major (1820-1866) et les cartes ou photos aériennes de l'IGN pour la période actuelle (1950 à aujourd'hui).

### Lieux-dits et hameaux
- Lahonda ;
- Marque Debat ;
- Marque Dessus ;
- Serm.

### Voies de communication et transports
La commune est desservie par les routes départementales 62, 86, 486.

### Risques majeurs
Le territoire de la commune de Lombia est vulnérable à différents aléas naturels : météorologiques (tempête, orage, neige, grand froid, canicule ou sécheresse), inondations et séisme (sismicité modérée). Un site publié par le BRGM permet d'évaluer simplement et rapidement les risques d'un bien localisé soit par son adresse soit par le numéro de sa parcelle.
Certaines parties du territoire communal sont susceptibles d’être affectées par le risque d’inondation par une crue à  débordement lent de cours d'eau, notamment le Léez. La commune a été reconnue en état de catastrophe naturelle au titre des dommages causés par les inondations et coulées de boue survenues en 1982, 1993, 2008, 2009 et 2018,.

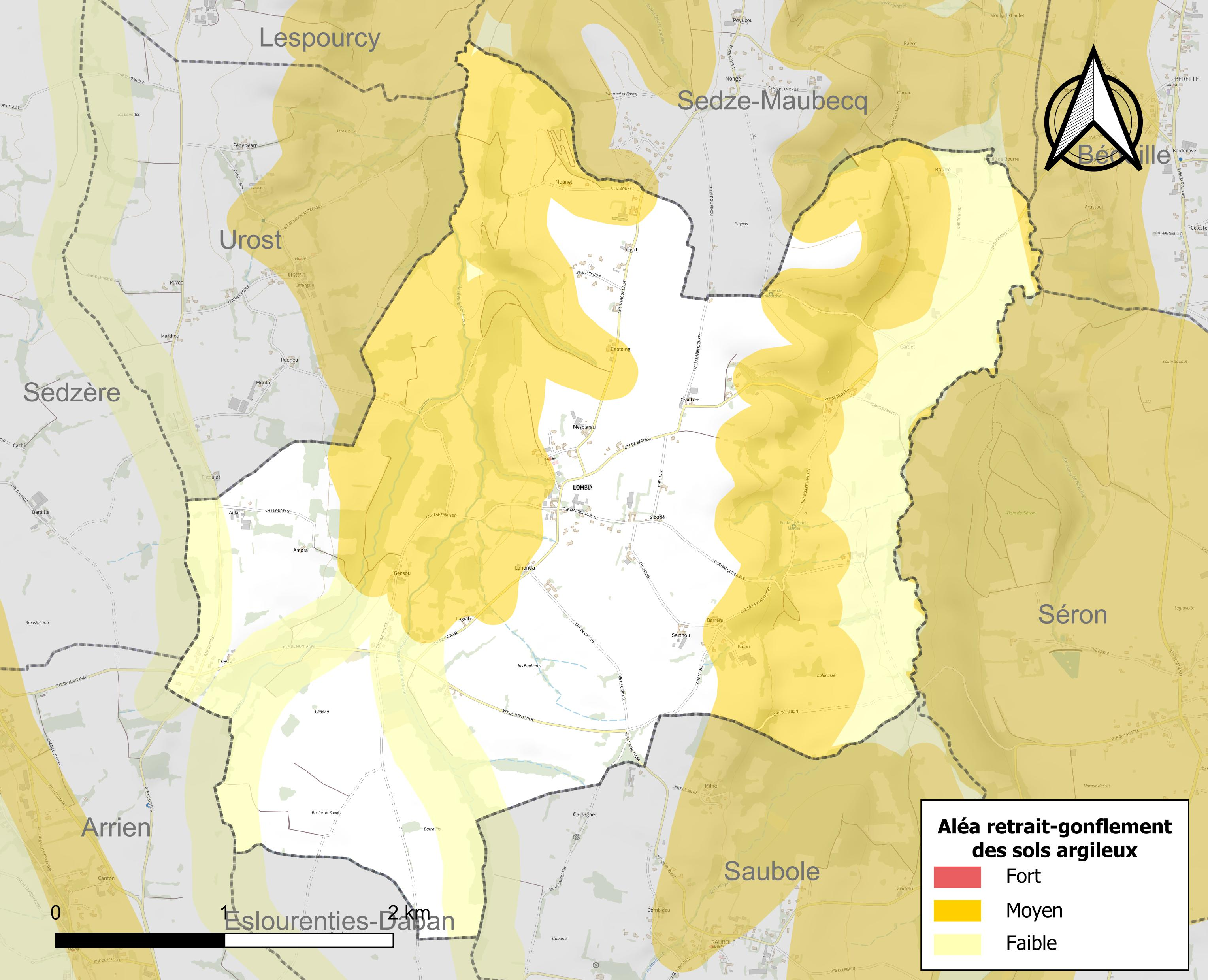
Carte des zones d'aléa retrait-gonflement des sols argileux de Lombia.

Le retrait-gonflement des sols argileux est susceptible d'engendrer des dommages importants aux bâtiments en cas d’alternance de périodes de sécheresse et de pluie. 42 % de la superficie communale est en aléa moyen ou fort (59 % au niveau départemental et 48,5 % au niveau national). Depuis le 1er octobre 2020, en application de la loi ELAN, différentes contraintes s'imposent aux vendeurs, maîtres d'ouvrages ou constructeurs de biens situés dans une zone classée en aléa moyen ou fort,.

## Toponymie
Le toponyme Lombia apparaît sous les formes Lombiaa (1402, censier de Béarn), Lombyaa (1490, titres d'Eslourenties) et Lombian (1546, réformation de Béarn).

## Histoire
Paul Raymond note qu'en 1385, Lombia comptait dix feux et dépendait du bailliage de Montaner.
Son nom béarnais est Lombiar ou Loumbia.

### Les Hospitaliers
La commune était un membre de la commanderie de l'ordre de Saint-Jean de Jérusalem de Caubin et Morlaàs.

## Politique et administration
| Période                                  | Période  | Identité         | Étiquette | Qualité |
| ---------------------------------------- | -------- | ---------------- | --------- | ------- |
| 1995                                     | 2008     | Philippe Barbé   |           |         |
| 2008                                     | 2014     | Bernard Cacheiro |           |         |
| 2014                                     | En cours | Bernard Cacheiro |           |         |
| Les données manquantes sont à compléter. |          |                  |           |         |

### Intercommunalité
Lombia fait partie de trois structures intercommunales :
- la communauté de communes du Nord-Est Béarn ;
- le syndicat d’énergie des Pyrénées-Atlantiques ;
- le syndicat intercommunal d’alimentation en eau potable Luy - Gabas - Lées.

### Jumelages
Pertusa (Espagne) depuis 1998.

## Population et société

### Démographie
L'évolution du nombre d'habitants est connue à travers les recensements de la population effectués dans la commune depuis 1793. Pour les communes de moins de 10 000 habitants, une enquête de recensement portant sur toute la population est réalisée tous les cinq ans, les populations de référence des années intermédiaires étant quant à elles estimées par interpolation ou extrapolation. Pour la commune, le premier recensement exhaustif entrant dans le cadre du nouveau dispositif a été réalisé en 2004.

En 2022, la commune comptait 208 habitants, en stagnation par rapport à 2016 (Pyrénées-Atlantiques : +3,78 %, France hors Mayotte : +2,11 %).
| 1793 | 1800 | 1806 | 1821 | 1831 | 1836 | 1841 | 1846 | 1851 |
| ---- | ---- | ---- | ---- | ---- | ---- | ---- | ---- | ---- |
| 293  | 290  | 445  | 352  | 372  | 347  | 395  | 393  | 340  |

| 1856 | 1861 | 1866 | 1872 | 1876 | 1881 | 1886 | 1891 | 1896 |
| ---- | ---- | ---- | ---- | ---- | ---- | ---- | ---- | ---- |
| 334  | 330  | 305  | 301  | 309  | 292  | 284  | 278  | 245  |

| 1901 | 1906 | 1911 | 1921 | 1926 | 1931 | 1936 | 1946 | 1954 |
| ---- | ---- | ---- | ---- | ---- | ---- | ---- | ---- | ---- |
| 248  | 255  | 254  | 235  | 203  | 189  | 194  | 204  | 207  |

| 1962 | 1968 | 1975 | 1982 | 1990 | 1999 | 2004 | 2006 | 2009 |
| ---- | ---- | ---- | ---- | ---- | ---- | ---- | ---- | ---- |
| 196  | 182  | 173  | 176  | 167  | 163  | 182  | 197  | 200  |

| 2014 | 2019 | 2022 | - | - | - | - | - | - |
| ---- | ---- | ---- | - | - | - | - | - | - |
| 212  | 206  | 208  | - | - | - | - | - | - |

Lombia fait partie de l'aire d'attraction de Pau.

## Culture locale et patrimoine

### Patrimoine civil
Trois croix de chemin, deux du XIXe siècle et une de 1955, sont référencées par le ministère de la Culture.
Lombia présente un ensemble de maisons et de fermes du XIXe siècle.

### Patrimoine religieux
L'église de l'Assomption-de-la-Bienheureuse-Vierge-Marie fut construite à la fin du XIXe siècle. Elle remplaça l'église Sainte-Marie détruite en 1883. L'église actuelle recèle du mobilier, un chandelier et des verrières répertoriés à l'inventaire général du patrimoine culturel.